# Station Braniewo Brama
Station Braniewo Brama (voor 1945: Braunsberg Obertor) was een spoorwegstation in de Poolse plaats Braniewo.